# Тамула
Озеро Тамула (ест. Tamula järv) розташовано на південному заході міста Виру. Висота над рівнем моря — 69,1 м. Площа озера — 2,313 км², глибина — до 7,5 метрів.
Озеро має овальну форму. До нього впадає струмок Кубія. З озера витікає річка Виганду — найдовша річка Естонії.
| Естонія | Це незавершена стаття з географії Естонії. Ви можете допомогти проєкту, виправивши або дописавши її. |